# Fußball-Club 08 Homburg/Saar 1977-1978
Questa voce raccoglie le informazioni riguardanti il Fußball-Club 08 Homburg/Saar nelle competizioni ufficiali della stagione 1977-1978.

## Stagione
Nella stagione 1977-1978 l'Homburg, allenato da Uwe Klimaschefski, concluse il campionato di 2. Bundesliga al 3º posto. In Coppa di Germania l'Homburg fu eliminato agli ottavi di finale dal Hertha Berlino.

## Rosa
| N. |                      | Ruolo | Calciatore        |
| -- | -------------------- | ----- | ----------------- |
|    | Germania (bandiera)  | P     | Gunnar Fellmann   |
|    | Germania (bandiera)  | P     | Gregor Quasten    |
|    | Germania (bandiera)  | D     | Peter Czernotzky  |
|    | Germania (bandiera)  | D     | Horst Ehrmantraut |
|    | Germania (bandiera)  | D     | Volker Faul       |
|    | Germania (bandiera)  | D     | Gerhard Figlus    |
|    | Germania (bandiera)  | D     | Walter Gruler     |
|    | Germania (bandiera)  | D     | Albert Müller     |
|    | Danimarca (bandiera) | D     | Jesper Petersen   |
|    | Germania (bandiera)  | C     | Harald Diener     |
|    | Germania (bandiera)  | C     | Manfred Glomb     |
|    | Germania (bandiera)  | C     | Ernst Hodel       |

| N. |                     | Ruolo | Calciatore         |
| -- | ------------------- | ----- | ------------------ |
|    | Germania (bandiera) | C     | Heinz Koch         |
|    | Germania (bandiera) | C     | Jürgen Krawczyk    |
|    | Germania (bandiera) | C     | Herbert Ney        |
|    | Italia (bandiera)   | C     | Giovanni Nicastro  |
|    | Germania (bandiera) | C     | Gerd Schwickert    |
|    | Germania (bandiera) | A     | Bernd Detterer     |
|    | Germania (bandiera) | A     | Harry Erhart       |
|    | Germania (bandiera) | A     | Horst Hierl        |
|    | Germania (bandiera) | A     | Manfred Lenz       |
|    | Germania (bandiera) | A     | Helmut Scheuer     |
|    | Germania (bandiera) | A     | Karlheinz Subklewe |
|    | Germania (bandiera) | A     | Gerd Warken        |

## Organigramma societario
Area tecnica
- Allenatore: Uwe Klimaschefski
- Allenatore in seconda:
- Preparatore dei portieri:
- Preparatori atletici:

## Calciomercato

### Sessione estiva
| Acquisti | Acquisti           | Acquisti            | Acquisti |
| R.       | Nome               | da                  | Modalità |
| -------- | ------------------ | ------------------- | -------- |
| A        | Karlheinz Subklewe | TeBe Berlino        |          |
| A        | Harry Erhart       | Arminia Bielefeld   |          |
| D        | Walter Gruler      | Göttingen           |          |
| C        | Ernst Hodel        | Jahn Ratisbona      |          |
| C        | Jürgen Krawczyk    | Göttingen           |          |
| A        | Gerd Warken        | Röchling Völklingen |          |

| Cessioni | Cessioni          | Cessioni        | Cessioni |
| R.       | Nome              | a               | Modalità |
| -------- | ----------------- | --------------- | -------- |
| C        | Gerhard Pankotsch | Greuther Fürth  |          |
| C        | Dieter Bartel     | VfR Bürstadt    |          |
| A        | Julio Baylón      | Fortuna Colonia |          |
| P        | Fritz Herrndorf   | Herford         |          |

### Sessione invernale
| Acquisti | Acquisti    | Acquisti  | Acquisti |
| R.       | Nome        | da        | Modalità |
| -------- | ----------- | --------- | -------- |
| D        | Volker Faul | Pirmasens |          |

| Cessioni | Cessioni | Cessioni | Cessioni |
| R.       | Nome     | a        | Modalità |
| -------- | -------- | -------- | -------- |

## Risultati

### 2. Bundesliga

#### Girone di andata
| Arbitro: | Dellwing |

|                                     |           |                         |
| Erhart 21’, 52’ Schwickert 45’, 48’ | Marcatori | 41’ Rudloff 75’ Finkler |

| Arbitro: | Hontheim |

|  |           |               |
|  | Marcatori | 29’ Pankotsch |

| Arbitro: | Scheffner |

|                                       |           |  |
| Schwickert 37’ (rig.) Erhart 53’, 57’ | Marcatori |  |

| Arbitro: | Gaus |

|                           |           |  |
| Ockenfels 22’ Größler 90’ | Marcatori |  |

| Arbitro: | Binninger |

|            |           |  |
| Erhart 75’ | Marcatori |  |

| Arbitro: | Meuser |

|                         |           |                                   |
| Heinlein 6’ Heubeck 37’ | Marcatori | 43’ Bartel 45’ Pankotsch 61’ Lenz |

| Arbitro: | Brückner |

|                                                  |           |                     |
| Erhart 2’, 67’ Hodel 23’, 58’ Pankotsch 72’, 79’ | Marcatori | 57’ (rig.) Vogtmann |

| Arbitro: | Nickel |

|             |           |                    |
| Ulsamer 45’ | Marcatori | 8’ Erhart 40’ Lenz |

| Arbitro: | Schmoock |

|                 |           |               |
| Lenz 29’ (rig.) | Marcatori | 90’ Korlatzki |

| Arbitro: | Karr |

|                                  |           |  |
| Beichle 3’, 6’ Jörg 10’ Haug 73’ | Marcatori |  |

| Arbitro: | Hellwig |

|           |           |  |
| Michl 77’ | Marcatori |  |

| Arbitro: | Walz |

|                                                   |           |  |
| Lenz 30’, 54’ Ney 35’ Subklewe 77’ Schwickert 82’ | Marcatori |  |

| Worms 30 ottobre 1977 13ª giornata | Wormatia Worms | 0 – 0 referto | Homburg | Wormatia-Stadion (6 000 spett.)\| Arbitro: \| Dellwing \| |
| Arbitro:                           | Dellwing       |               |         |                                                           |

| Arbitro: | Klauser |

|                                     |           |                      |
| Schwickert 3’ Bartel 11’ Gruler 82’ | Marcatori | 63’ Böhni 73’ Hester |

| Arbitro: | Kettenbach |

|                         |           |  |
| Weyerich 57’ Susser 90’ | Marcatori |  |

| Arbitro: | Ferro |

|                                         |           |  |
| Subklewe 15’ Ehrmantraut 75’ Warken 79’ | Marcatori |  |

| Arbitro: | Dilg |

|           |           |            |
| Sterz 30’ | Marcatori | 32’ Erhart |

| Arbitro: | Scheffner |

|                       |           |          |
| Schwickert 65’ (rig.) | Marcatori | 85’ Berg |

| Arbitro: | Glaw |

|                         |           |                    |
| Weiler 7’ Schneider 48’ | Marcatori | 15’ Ney 59’ Diener |

#### Girone di ritorno
| Arbitro: | Dellwing |

|                  |           |                       |
| Müller 1’ (aut.) | Marcatori | 55’ (rig.) Schwickert |

| Arbitro: | Nützel |

|  |           |                       |
|  | Marcatori | 61’ Stichler 90’ Haug |

| Arbitro: | Quindeau |

|                                                             |           |  |
| Bergfelder 30’ Leiendecker 31’ Müllner 75’ Michelberger 82’ | Marcatori |  |

| Arbitro: | Aldinger |

|           |           |  |
| Hodel 77’ | Marcatori |  |

| Arbitro: | Kettenbach |

|             |           |  |
| Stetter 17’ | Marcatori |  |

| Arbitro: | Hellwig |

|                              |           |               |
| Gruler 47’ Rütten 87’ (aut.) | Marcatori | 42’ Pankotsch |

| Arbitro: | Ochsenreiter |

|                                            |           |                         |
| Vogtmann 26’ (rig.) Widmann 40’ Derigs 82’ | Marcatori | 11’ Petersen 44’ Warken |

| Arbitro: | Binninger |

|            |           |  |
| Müller 12’ | Marcatori |  |

| Arbitro: | Quindeau |

|                               |           |         |
| Drexler 24’, 33’ Bechtold 50’ | Marcatori | 7’ Lenz |

| Arbitro: | Kinzinger |

|                            |           |  |
| Ehrmantraut 80’ Warken 81’ | Marcatori |  |

| Arbitro: | Schmoock |

|                      |           |  |
| Ney 13’ Subklewe 65’ | Marcatori |  |

| Kassel 1º aprile 1978 31ª giornata | Baunatal | 0 – 0 referto | Homburg | Auestadion (3 000 spett.)\| Arbitro: \| Kipper \| |
| Arbitro:                           | Kipper   |               |         |                                                   |

| Arbitro: | Hontheim |

|                                               |           |  |
| Erhart 10’ Lenz 41’ Schwickert 63’ Diener 87’ | Marcatori |  |

| Arbitro: | Ulm |

|  |           |                                       |
|  | Marcatori | 47’ (rig.) Schwickert 90’ Ehrmantraut |

| Arbitro: | Gaus |

|                    |           |                          |
| Gruler 13’ Ney 58’ | Marcatori | 15’ Weyerich 17’ Walitza |

| Arbitro: | Linn |

|                 |           |                                    |
| Struth 51’, 71’ | Marcatori | 17’ Erhart 31’ Ney 41’ Ehrmantraut |

| Arbitro: | Kalenborn |

|                                       |           |                       |
| Schwickert 10’, 36’ (rig.) Gruler 53’ | Marcatori | 50’, 76’ (rig.) Sterz |

| Arbitro: | Frickel |

|              |           |              |
| Pechtold 88’ | Marcatori | 18’ Subklewe |

| Arbitro: | Walther |

|                          |           |           |
| Lenz 79’ Volz 80’ (aut.) | Marcatori | 78’ Klein |

### Coppa di Germania
| Arbitro: | Drescher |

|                   |           |                       |
| Müller 12’ (aut.) | Marcatori | 46’ Müller 67’ Erhart |

| Arbitro: | Scheffner |

|                       |           |  |
| Pankotsch 5’, 7’, 44’ | Marcatori |  |

| Arbitro: | Eschweiler |

|                                   |           |            |
| Hodel 47’ Schwickert 63’ Lenz 80’ | Marcatori | 55’ Müller |

| Arbitro: | Dölfel |

|             |           |                 |
| Bartel 118’ | Marcatori | 115’ Kristensen |

| Arbitro: | Niemann |

|                                 |           |            |
| Beer 10’, 114’ Sidka 108’, 110’ | Marcatori | 48’ Gruler |

## Statistiche

### Statistiche di squadra
| Competizione      | Punti | In casa | In casa | In casa | In casa | In casa | In casa | In trasferta | In trasferta | In trasferta | In trasferta | In trasferta | In trasferta | Totale | Totale | Totale | Totale | Totale | Totale | DR  |
| Competizione      | Punti | G       | V       | N       | P       | Gf      | Gs      | G            | V            | N            | P            | Gf           | Gs           | G      | V      | N      | P      | Gf     | Gs     | DR  |
| ----------------- | ----- | ------- | ------- | ------- | ------- | ------- | ------- | ------------ | ------------ | ------------ | ------------ | ------------ | ------------ | ------ | ------ | ------ | ------ | ------ | ------ | --- |
| 2. Bundesliga     | 49    | 19      | 15      | 3       | 1       | 46      | 15      | 19           | 5            | 6            | 8            | 19           | 30           | 38     | 20     | 9      | 9      | 65     | 45     | +20 |
| Coppa di Germania | -     | 3       | 2       | 1       | 0       | 7       | 2       | 2            | 1            | 0            | 1            | 3            | 5            | 5      | 3      | 1      | 1      | 10     | 7      | +3  |
| Totale            | 49    | 22      | 17      | 4       | 1       | 53      | 17      | 21           | 6            | 6            | 9            | 22           | 35           | 43     | 23     | 10     | 10     | 75     | 52     | +23 |

### Andamento in campionato
| Giornata  | 1 | 2 | 3 | 4 | 5 | 6 | 7 | 8 | 9 | 10 | 11 | 12 | 13 | 14 | 15 | 16 | 17 | 18 | 19 | 20 | 21 | 22 | 23 | 24 | 25 | 26 | 27 | 28 | 29 | 30 | 31 | 32 | 33 | 34 | 35 | 36 | 37 | 38 |
| --------- | - | - | - | - | - | - | - | - | - | -- | -- | -- | -- | -- | -- | -- | -- | -- | -- | -- | -- | -- | -- | -- | -- | -- | -- | -- | -- | -- | -- | -- | -- | -- | -- | -- | -- | -- |
| Luogo     | C | T | C | T | C | T | C | T | C | T  | T  | C  | T  | C  | T  | C  | T  | C  | T  | T  | C  | T  | C  | T  | C  | T  | C  | T  | C  | C  | T  | C  | T  | C  | T  | C  | T  | C  |
| Risultato | V | V | V | P | V | V | V | V | N | P  | P  | V  | N  | V  | P  | V  | N  | N  | N  | N  | P  | P  | V  | P  | V  | P  | V  | P  | V  | V  | N  | V  | V  | N  | V  | V  | N  | V  |
| Posizione | 3 | 4 | 1 | 6 | 3 | 2 | 2 | 2 | 1 | 5  | 5  | 4  | 4  | 4  | 5  | 4  | 4  | 4  | 5  | 6  | 6  | 8  | 6  | 7  | 7  | 7  | 7  | 7  | 7  | 6  | 6  | 6  | 6  | 6  | 4  | 3  | 4  | 3  |

Legenda:

Luogo: C = Casa; T = Trasferta. Risultato: V = Vittoria; N = Pareggio; P = Sconfitta.

### Statistiche dei giocatori
| Giocatore      | 2. Bundesliga | 2. Bundesliga | 2. Bundesliga | 2. Bundesliga | Coppa di Germania | Coppa di Germania | Coppa di Germania | Coppa di Germania | Totale   | Totale | Totale      | Totale     |
| Giocatore      | Presenze      | Reti          | Ammonizioni   | Espulsioni    | Presenze          | Reti              | Ammonizioni       | Espulsioni        | Presenze | Reti   | Ammonizioni | Espulsioni |
| -------------- | ------------- | ------------- | ------------- | ------------- | ----------------- | ----------------- | ----------------- | ----------------- | -------- | ------ | ----------- | ---------- |
| D. Bartel      | 15            | 2             | 3             | 0             | 4                 | 1                 | 1                 | 0                 | 19       | 3      | 4           | 0          |
| P. Czernotzky  | 0             | 0             | 0             | 0             | 0                 | 0                 | 0                 | 0                 | 0        | 0      | 0           | 0          |
| B. Detterer    | 0             | 0             | 0             | 0             | 0                 | 0                 | 0                 | 0                 | 0        | 0      | 0           | 0          |
| H. Diener      | 25            | 2             | 2             | 0             | 5                 | 0                 | 0                 | 0                 | 30       | 2      | 2           | 0          |
| H. Ehrmantraut | 34            | 4             | 4             | 0             | 5                 | 0                 | 0                 | 0                 | 39       | 4      | 4           | 0          |
| H. Erhart      | 30            | 11            | 4             | 0             | 2                 | 1                 | 0                 | 0                 | 32       | 12     | 4           | 0          |
| V. Faul        | 14            | 0             | 2             | 0             | 0                 | 0                 | 0                 | 0                 | 14       | 0      | 2           | 0          |
| G. Fellmann    | 1             | 0             | 0             | 0             | 0                 | 0                 | 0                 | 0                 | 1        | 0      | 0           | 0          |
| G. Figlus      | 14            | 0             | 0             | 0             | 2                 | 0                 | 0                 | 0                 | 16       | 0      | 0           | 0          |
| M. Glomb       | 1             | 0             | 0             | 0             | 0                 | 0                 | 0                 | 0                 | 1        | 0      | 0           | 0          |
| W. Gruler      | 30            | 4             | 3             | 0             | 3                 | 1                 | 0                 | 0                 | 33       | 5      | 3           | 0          |
| H. Hierl       | 2             | 0             | 0             | 0             | 0                 | 0                 | 0                 | 0                 | 2        | 0      | 0           | 0          |
| E. Hodel       | 27            | 3             | 2             | 0             | 5                 | 1                 | 0                 | 0                 | 32       | 4      | 2           | 0          |
| H. Koch        | 7             | 0             | 0             | 0             | 1                 | 0                 | 0                 | 0                 | 8        | 0      | 0           | 0          |
| J. Krawczyk    | 17            | 0             | 1             | 0             | 1                 | 0                 | 0                 | 0                 | 18       | 0      | 1           | 0          |
| M. Lenz        | 36            | 8             | 1             | 0             | 5                 | 1                 | 0                 | 0                 | 41       | 9      | 1           | 0          |
| A. Müller      | 36            | 1             | 3             | 0             | 5                 | 1                 | 0                 | 0                 | 41       | 2      | 3           | 0          |
| H. Ney         | 29            | 5             | 1             | 0             | 5                 | 0                 | 0                 | 0                 | 34       | 5      | 1           | 0          |
| G. Nicastro    | 0             | 0             | 0             | 0             | 0                 | 0                 | 0                 | 0                 | 0        | 0      | 0           | 0          |
| G. Pankotsch   | 10            | 4             | 5             | 0             | 3                 | 3                 | 0                 | 0                 | 13       | 7      | 5           | 0          |
| J. Petersen    | 30            | 1             | 4             | 0             | 4                 | 0                 | 0                 | 0                 | 34       | 1      | 4           | 0          |
| G. Quasten     | 38            | 0             | 1             | 0             | 5                 | 0                 | 0                 | 0                 | 43       | 0      | 1           | 0          |
| H. Scheuer     | 3             | 0             | 0             | 0             | 1                 | 0                 | 0                 | 0                 | 4        | 0      | 0           | 0          |
| G. Schwickert  | 35            | 11            | 7             | 0             | 5                 | 1                 | 2                 | 0                 | 40       | 12     | 9           | 0          |
| K. Subklewe    | 21            | 4             | 0             | 0             | 0                 | 0                 | 0                 | 0                 | 21       | 4      | 0           | 0          |
| G. Warken      | 23            | 3             | 0             | 0             | 3                 | 0                 | 0                 | 0                 | 26       | 3      | 0           | 0          |